# Charles Fort

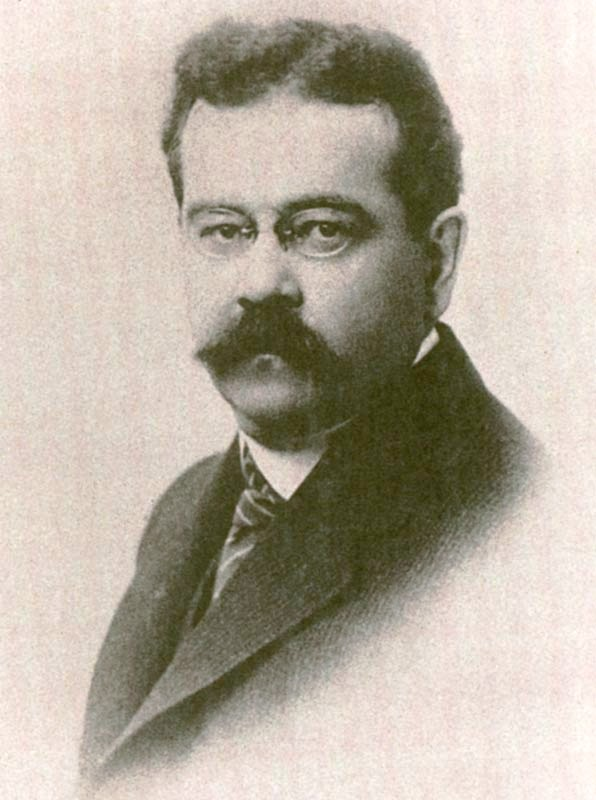
Charles Fort

Charles Hoy Fort (6 tháng 8 năm 1874 – 3 Tháng 3 năm 1932) là một nhà văn và nhà nghiên cứu Mỹ về các hiện tượng bí ẩn. Ngày nay, thuật ngữ Fortean hay Forteana dùng để miêu tả các hiện tượng bí ẩn. Những quyển sách của ông bán rất chạy và vẫn còn được xuất bản cho đến nay.